# Boina de repartidor

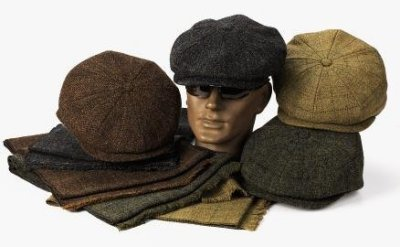
Boinas de repartidor de ocho paneles en varios colores.

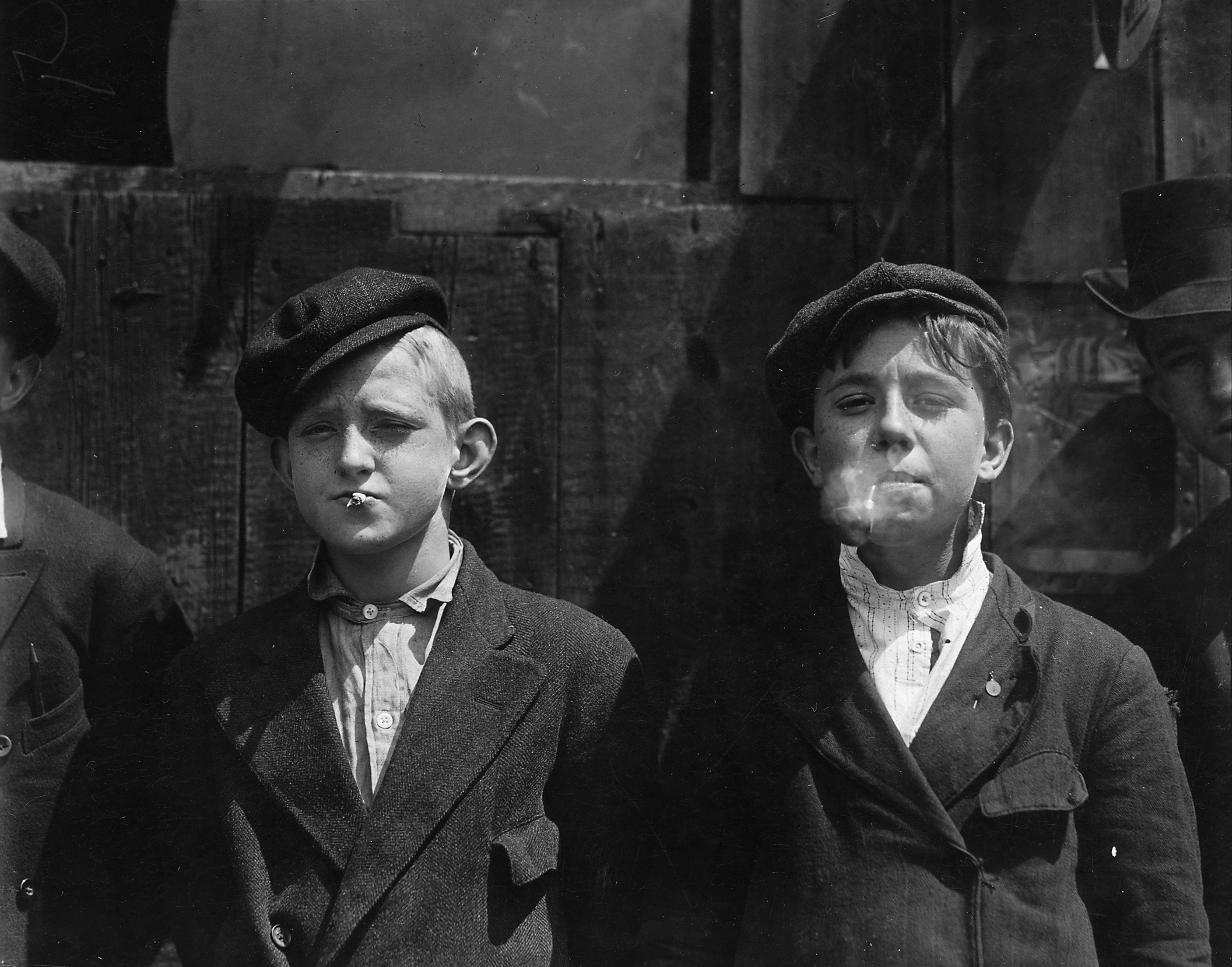
Niños vendedores de periódicos en San Luis, Estados Unidos (1910).

La boina de vendedor de periódicos o boina de panadero (newsboy o baker cap en inglés) es una prenda de cabeza de estilo casual, similar a una boina.
Tiene una forma similar a la boina estándar, con una visera rígida en la parte frontal, aunque el resto de la prenda es de un tejido blando, más redondeado, compuesto por ocho paneles de tela que confluyen en un mismo punto rematado con un botón en la parte superior que, a menudo, sujeta la gorra desde el frente hasta el ala.

## Historia
El estilo se popularizó en Europa y América del Norte a principios del siglo XX, tanto entre niños como entre hombres adultos. Como su nombre indica, esta prenda la llevaban principalmente los chicos de clase trabajadora, especialmente los repartidores de periódicos. El estilo también fue adoptado por los empresarios de clase media, a quienes no les gustaba el volumen de los sombreros de copa, que también eran populares en ese momento.

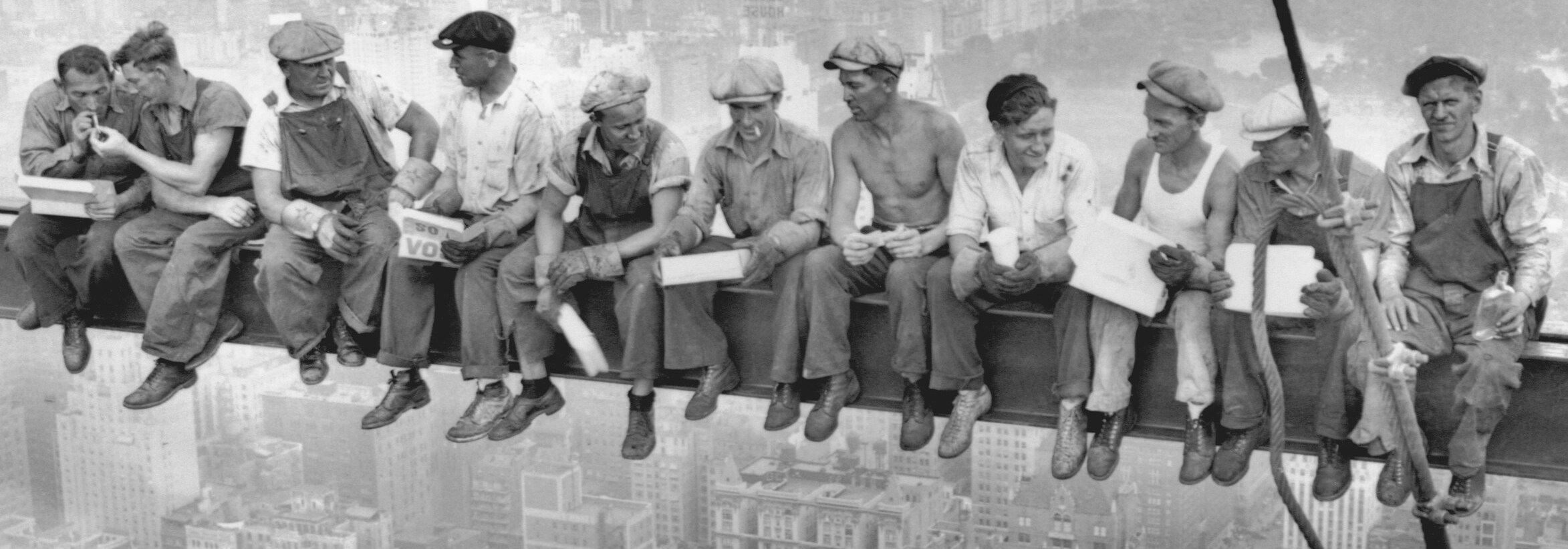
Trabajadores del metal con boinas de repartidor en la famosa imagen Almuerzo sobre un rascacielos, 1932.

Las boinas eran muy comunes entre los hombres y niños norteamericanos y europeos de todas las clases a principios del siglo XX y fueron especialmente frecuentes durante las décadas de 1910 y 1920, particularmente entre las familias trabajadoras de clases baja. Muchas fotografías de la época muestran cómo estas gorras las llevan no sólo repartidores de periódicos, sino también los trabajadores portuarios, los trabajadores del metal, los carpinteros navales, los vendedores ambulantes, los agricultores, los mendigos, los bandidos, los artesanos y comerciantes de muchos tipos. Esto también está bien atestiguado en novelas y películas de este período y del inmediatamente posterior.
Aunque fuese utilizada por niños y hombres de todas las clases sociales, las clases más altas la usaban principalmente en actividades de ocio, asociadas generalmente con el deporte, como los golfistas adinerados del campo.

## Resurgimiento

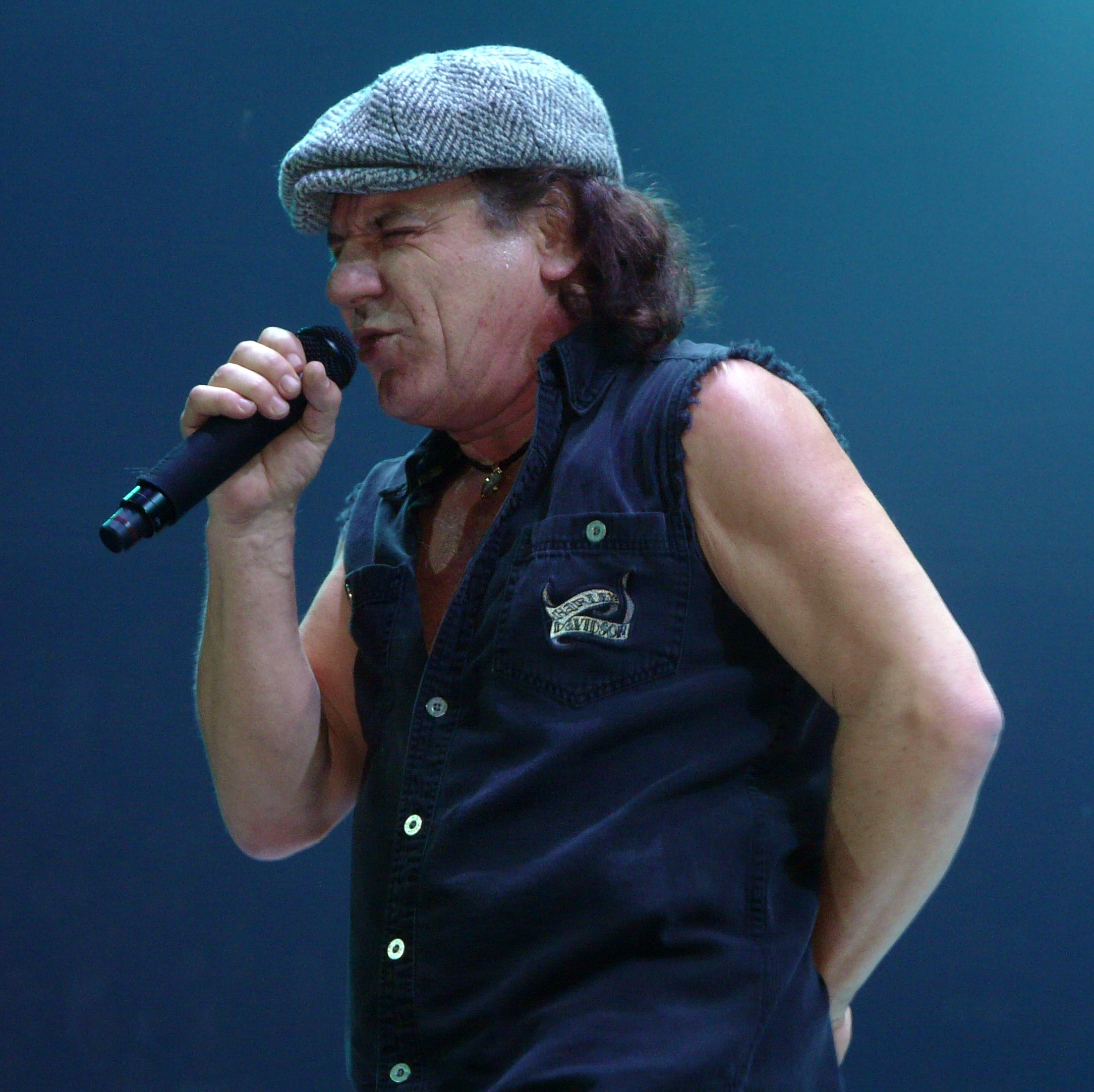
Brian Johnson, cantante de AC/DC.

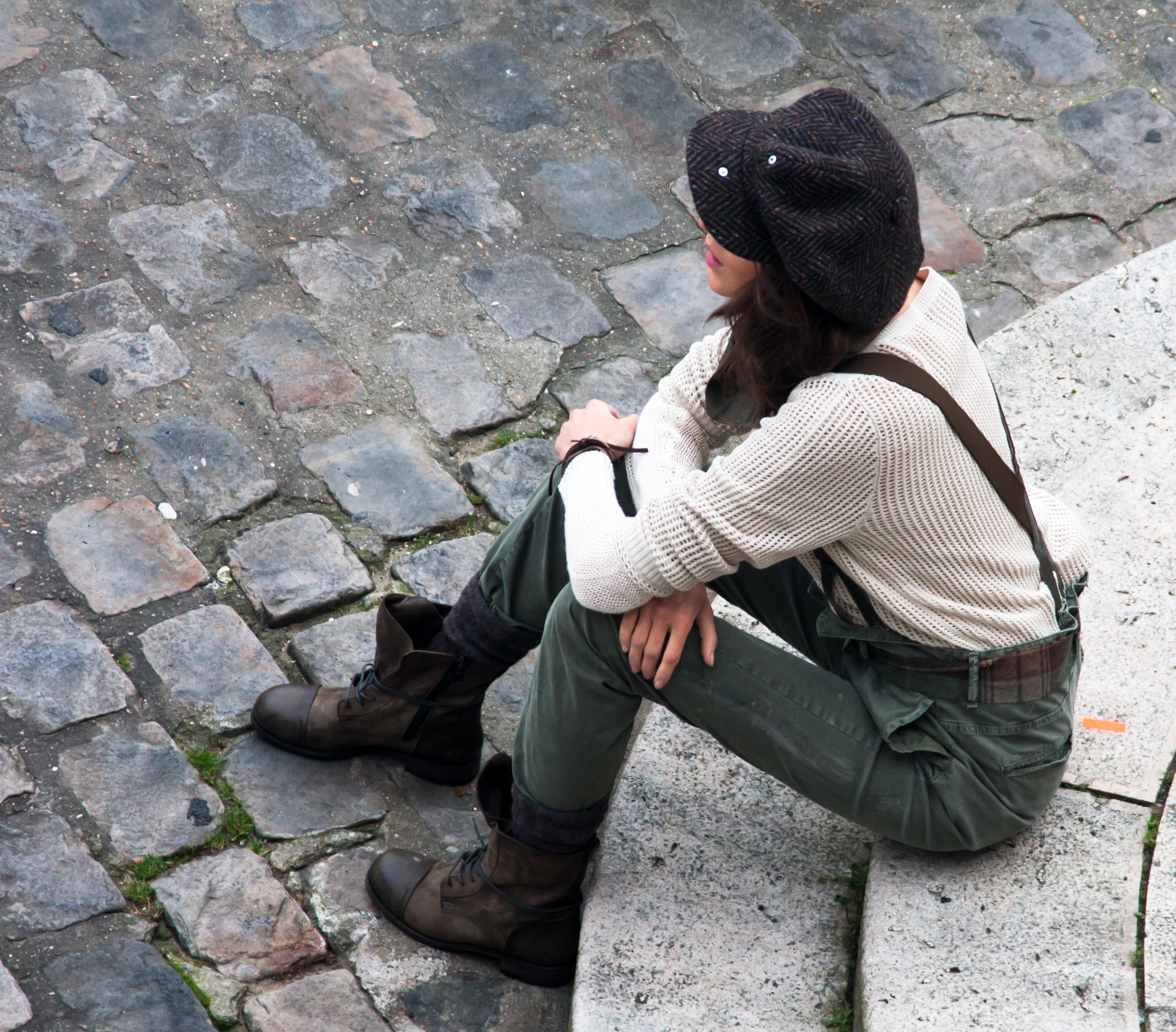
Mujer vistiendo una boina de repartidor.

Aunque tradicionalmente era una prenda masculina, esta ha experimentado un resurgimiento, popularizándose entre las mujeres, de la mano de las casas de moda, en la década de los 2000. También se ha vuelto popular entre la subcultura hipster. Durante el verano, muchas mujeres eligen opciones de algodón suave ya que su visera ofrece protección solar. En invierno, este tipo de boina en lana son una opción popular para quienes desean usar un material natural. En 2011, los algodones florales fueron una tendencia tras repuntar el interés por la costura casera.
Roots Canada patrocinó al equipo olímpico canadiense en los Juegos Olímpicos de Invierno de 1998 en Nagano, Japón. La prenda más popular del conjunto era la boina roja, llevada al revés
Harry Hibbs, un acordeonista de Terranova, usaba este tipo de sombrero como su tocado característico. Brian Johnson, de la banda de rock AC/DC, suele ser fotografiado con esta prenda. El atleta David Beckham también suele llevar con frecuencia una característica boina de panadero de James Lock & Co., el luchador de la WWE, Sami Zayn, también lleva una de este estilo. Brian Quinn, de Impractical Jokers, suele portarla también en muchos de los episodios. Sin duda, la mayor popularidad en la actualidad la brindó el uso que le daba la familia Shelby y sus asociados en la serie de televisión británica Peaky Blinders.